# Paederia verticillata
Paederia verticillata är en måreväxtart som beskrevs av Carl Ludwig von Blume. Paederia verticillata ingår i släktet Paederia och familjen måreväxter. Inga underarter finns listade i Catalogue of Life.